# 永井雄一郎
永井 雄一郎（ながい ゆういちろう、1979年2月14日 - ）は、東京都新宿区出身のプロサッカー選手、サッカー指導者。ポジションはミッドフィールダー、フォワード（FW）。元日本代表。

## 経歴
小学校1年生から高校3年生までの12年間、三菱養和SCでプレー。
1997年
- 高卒新人FWとして浦和レッズへ入団。4月12日の開幕戦・対横浜マリノス戦でプロデビューを果たした。この試合で当時の日本代表DF井原正巳をフェイントで、小村徳男をドリブルで翻弄し、強烈なインパクトを残し、翌日の新聞・TVで大きく取り上げられた。7月9日のヴェルディ川崎戦にて初得点を記録。18歳4ヶ月25日で達成したこの記録は、2009年4月12日に対名古屋グランパスエイト戦で原口元気（17歳11ヶ月3日）に塗り替えられるまでの12年間、浦和のクラブ史上最年少得点記録だった。また、U-20日本代表として1997 FIFAワールドユース選手権に出場し、チームのベスト8に貢献した。

1998年
- 前年とは対照的に、1stステージではわずか3試合の出場だった。その後、8月にはドイツのカールスルーエSCへ留学。

1999年
- 7月に帰国。徐々にキレと感覚を取り戻すとレギュラーを獲得。2ndステージからの復帰で、12試合出場で3得点。トルシエ率いるU-20日本代表のFWの主軸として、1999 FIFAワールドユース選手権に2大会連続で出場。高原直泰と2トップを組み、準決勝・ウルグアイ戦で決勝点を決めるなど、チームの準優勝に貢献した。

2000年
- 自身の希望で背番号「11」を背負い、主に左サイドMFとして起用された。複数人抜きのドリブルゴールや3試合連続得点、天王山の大分トリニータ戦での得点など、チーム最多の12得点を記録してチームのJ1復帰に貢献した。
- 6月10日のアルビレックス新潟戦でクビツァに対して激しく接触した寺川能人に激怒し、倒れた寺川にボールを手で投げてぶつけて退場するなど、精神的に不安定な部分もあった。

2001年
- 新加入のトゥットが背番号「11」を希望したため、背番号を「18」へ変更。
- 1stステージ途中からトゥットと、2ndステージは主にエメルソンとの2トップでレギュラーを獲得し、6得点を挙げた。

2002年
- 背番号をかつて野人こと岡野雅行の「7」へ変更。しかし、1stステージはエメルソンとトゥットがレギュラーで控えが田中達也、永井はFWの4番手という扱いを受け、ベンチを温める日が続いた。
- 2ndステージ第2節のベガルタ仙台戦のVゴールでようやくシーズン初得点を奪うと、エメルソンとの2トップにてスタメンに定着。トゥットが怪我から復帰した後も「TENトップ」（T＝トゥット、E＝エメルソン、N＝永井）の一角としてスタメン出場した。
- ところが、シーズン終盤に2トップに戻ると永井はベンチへ追いやられた。最終的に4得点でシーズンを終えた。

2003年
- 前年に引退した「ミスターレッズ」こと福田正博から背番号「9」を引き継いだ。
- 日本代表に招集され、ソウルワールドカップ競技場で行われたアウェーの韓国戦（4月16日）で代表初出場。この試合で試合終了間際、左サイドでDFに囲まれながらのドリブル突破から相手DFのチョ・ビョングクのクリアミスを誘い代表初得点を記録し、ジーコジャパンの初勝利に貢献した。
- 1stステージこそエメルソンとの2トップでスタメン出場していたが、6月頃からの怪我が悪化して8月から9月前半はリハビリに費やした。その間に急成長を遂げた田中達也がエメルソンと2トップを組むことが多くなり、2ndステージはエメルソンか田中が出場停止時等の代役、もしくはスーパーサブとしてベンチに控える試合が増えた。
- 出場機会が少ないながらもエメルソンが出場停止だった試合では、スタメン出場して得点も決めた。さらに、11月29日に行われた最終節の鹿島アントラーズ戦で2点ビハインドの試合展開の中で途中出場し、1ゴール1アシストを記録する活躍を見せた[1]。この年はJ1での自己最多8得点を挙げた。

2004年
- 8月21日の東京V戦では、GK都築龍太のスローを受けると、そのまま約70メートルのドリブルで3人を抜いてゴール。このスーパーゴールを含む3得点を挙げ、山瀬功治と共に「1試合で同じチームの二人がハットトリックを達成」という珍しい記録での圧勝劇の中心となった。このシーズンの得点はハットトリックを含む6得点だったものの、優勝争いをしていたジェフ市原やガンバ大阪から奪った貴重なゴールだった。

2005年
- 開幕戦こそFWで出場したが、前半戦は主にトップ下でコンスタントに出場機会を得た。エメルソンがシーズン途中で退団してからは田中達也や途中加入のマリッチと2トップを組んだ。10月に田中達也の負傷離脱以降はマリッチが1トップに入る形で固定されたため、右サイドでプレーする試合が増えると、マリッチの得点を幾度となくアシストし、マリッチからもクロスの精度を絶賛された。
- 持病の腰痛の影響で3月後半、7月後半、11月中旬から約1カ月の間は試合を欠場したが、前年と同様にリーグ戦で6得点を挙げた。そのうち5得点が同点、先制、決勝点と勝負強さを見せた。2003年以来のジーコジャパンのトレーニングキャンプにレッズでチームメイトだった桜井直人と共に選出されるもメンバーには残れなかった。

2006年
- ワシントンの加入で前線はワシントンの1トップ、その後ろにポンテ、小野伸二（終盤戦は山田暢久）が2シャドーとして控える形がほぼ固定され、2トップの場合でもワシントンと負傷から復帰した田中達也のコンビがファーストチョイスとなり、右サイドも序盤戦は山田暢久、中盤戦以降は平川忠亮が起用される事が多かったため、ベンチスタートの試合が増えていった。また、スタメン出場した試合でも本人が希望するFW起用ではなく、2シャドーの一角で起用されることが多かった。そういった中でも4月29日、9月10日に行われた大宮アルディージャ戦、7月22日に行われた川崎フロンターレ戦では終盤に貴重なダメ押し点を記録し、チームの勝利に大きく貢献した。だが、12月2日に行われたG大阪戦ではベンチ入りはしたものの出場機会が無く、ピッチ上で優勝の瞬間に立ち会うことは出来なかった。
- 天皇杯ではワシントンが持病の心臓疾患の検査で帰国、田中達也も前年に受けた手術の際に埋め込んだボルトの除去手術を受け離脱をした影響で不慣れな1トップのFWとして起用されたが、2007年元日に行われた天皇杯決勝G大阪戦で後半42分に決勝点を挙げ、チームを天皇杯連覇に導き、この試合を最後に退任するブッフバルト監督の花道を飾った。

2007年
- シーズン開幕前にヴァンフォーレ甲府から獲得オファーを受けるが、監督が変わることを理由に残留を選択。新監督として就任したホルガー・オジェックからは、FWとしてのフリーランニングや囮の動きを第一に考えることを求められた。それまでのドリブル重視のプレースタイルからは変化したが、オジェック監督の信頼を得た永井は一貫してFWで起用された。
- リーグ戦での得点数こそ6点だったが、開幕戦の横浜FC戦、天王山のG大阪戦、過密日程の間の横浜F・マリノス戦で決勝点を挙げるなど、記憶に残るゴールを挙げた。
- 11月14日に行われたAFCチャンピオンズリーグ2007決勝でも先制点を決め、大会MVPに選出された[2]。12月10日のFIFAクラブワールドカップ準々決勝フーラッド・モバラケ・セパハンFC戦で先制点を挙げ、同大会史上初の日本人得点者となった。

2008年
- シーズン途中から就任したゲルト・エンゲルス監督の下ではキープ力と決定力を活かし、トップ下で多彩な能力を発揮。その活躍から4月には代表候補合宿に招集された。シーズン中盤以降、ポンテや田中達也の復帰と共に4番手のFW扱いとなり、更にサッカー観の違いから監督と確執が生じ、マスコミに対しフロント・監督批判ととられる発言をしたため、終盤はほとんど起用されない状態となった。
- 7月5日のJ1第15節FC東京戦にてJ1通算50得点を記録。

2009年
- 年末に清水エスパルス、ヴィッセル神戸、ジェフユナイテッド市原・千葉から獲得オファーを受け、1月7日、12年間過ごした浦和から清水へ完全移籍することが両チームから発表された。なかなかレギュラーに定着できずにいたが、10月31日の天皇杯3回戦 コンサドーレ札幌戦において、移籍後初得点を含む2得点を記録。

2011年
- 3年間在籍した清水から戦力外通告を受ける。

2012年
- 横浜FCへ移籍。

2013年
- 契約満了に伴い、横浜FCを退団した。

2014年
- 関西1部のアルテリーヴォ和歌山へ完全移籍し、主にトップ下でプレーした。契約満了に伴い1年で退団[3]。

2015年
- ザスパクサツ群馬の練習生を経て、2月12日に入団が発表された[4]。2017年で契約満了に伴い退団。

2018年
- 神奈川県1部のFIFTY CLUBへ加入した[5]。

2020年
- 神奈川県2部のはやぶさイレブンへ加入した[6]。

2022年
- 選手兼任監督に就任[7] し、関東2部に昇格した。

2023年
- 埼玉県3部（北部）のKONOSU CITY FCの選手兼任監督に就任し[8]、埼玉県2部に昇格した。

2024年
- 埼玉県1部に昇格した。契約満了により退団[9]。

2025年
- 選手兼監督として大森FCに加入した[10]。

## 人物
- 趣味は、サーフィン・ゴルフ・乗馬・水泳・ピアノ・ワイン・香水など。
- ジュニアユース時代、中村俊輔とはライバル関係にあった。東京農業大学第一高等学校時代もサッカー部には所属せず三菱養和に在籍していたため、中村をして「高校時代、全く話を聞かなかったのでどうしたのかな？と思っていたけど、やっぱり出てきましたね」と言わしめた。
- 99年のワールドユースが行われた際、ユース代表が宿泊したホテルの食事はバイキング形式だった。他の選手が1度に料理を皿に盛る中、当時ドイツ暮らしだった永井はサラダから順に皿に少しずつ盛っていた。それを見たフィリップ・トルシエは「みんな！永井を見習え！(Tout!Suivez Nagai!)」と言った[11]。
- 幼少期から小学4年生まで、北島康介を輩出した東京スイミングセンターに通い、本格的に水泳を習っていた。小学4年のとき、三菱養和の選抜に選ばれるようになったことで両立が難しくなり、水泳でも優秀な成績を残していたがサッカーに専念する道を選んだ[12]。
- 脚の速さを買われ、中学1〜3年生の冬だけ学校代表として、練習を全くせずに陸上大会に出場していた。2年時には1500mで新宿区2位になり都大会に出場。3年時には400mで新宿区優勝、都大会2位になった。高校サッカーではどこからも声がかからなかったが、陸上では3つの高校からスカウトを受けた[12]。
- 端整なルックスで女性ファンの人気も高く、また新宿出身であることなどからポストプレイヤーになぞらえた「ホストプレイヤー」の異名を持つ。2006年には、オフショットのみをおさめた写真集が出版された。
- 2代目「ミスター・レッズ」として、浦和サポーターからの人気は非常に高いものがあった（初代は福田正博）。

## 所属クラブ
ユース経歴
- 三菱養和ジュニア
- 三菱養和ジュニアユース
- 三菱養和ユース

プロ経歴
- 1997年 - 2008年 浦和レッズ
  - 1998年 - 1999年 カールスルーエ (レンタル移籍)
- 2009年 - 2011年 清水エスパルス
- 2012年 - 2013年 横浜FC
- 2014年 アルテリーヴォ和歌山
- 2015年 - 2017年 ザスパクサツ群馬
- 2018年 - 2019年 FIFTY CLUB
- 2020年 - 2022年 はやぶさイレブン
- 2023年 - 2024年 KONOSU CITY FC
- 2025年 - 大森FC

## 個人成績
| 国内大会個人成績 | 国内大会個人成績 | 国内大会個人成績 | 国内大会個人成績     | 国内大会個人成績 | 国内大会個人成績 | 国内大会個人成績 | 国内大会個人成績 | 国内大会個人成績 | 国内大会個人成績 | 国内大会個人成績 | 国内大会個人成績 |
| 年度             | クラブ           | 背番号           | リーグ               | リーグ戦         | リーグ戦         | リーグ杯         | リーグ杯         | オープン杯       | オープン杯       | 期間通算         | 期間通算         |
| 年度             | クラブ           | 背番号           | リーグ               | 出場             | 得点             | 出場             | 得点             | 出場             | 得点             | 出場             | 得点             |
| 日本             | 日本             | 日本             | 日本                 | リーグ戦         | リーグ戦         | リーグ杯         | リーグ杯         | 天皇杯           | 天皇杯           | 期間通算         | 期間通算         |
| ---------------- | ---------------- | ---------------- | -------------------- | ---------------- | ---------------- | ---------------- | ---------------- | ---------------- | ---------------- | ---------------- | ---------------- |
| 1997             | 浦和             | 35               | J                    | 30               | 3                | 6                | 0                | 2                | 0                | 38               | 3                |
| 1998             | 浦和             | 17               | J                    | 3                | 0                | 0                | 0                | -                | -                | 3                | 0                |
| ドイツ           | ドイツ           | ドイツ           | ドイツ               | リーグ戦         | リーグ戦         | リーグ杯         | リーグ杯         | DFBポカール      | DFBポカール      | 期間通算         | 期間通算         |
| 1998-99 (en)     | カールスルーエII | -                | レギオナル           | 21               | 4                | -                | -                | -                | -                | 21               | 4                |
| 日本             | 日本             | 日本             | 日本                 | リーグ戦         | リーグ戦         | リーグ杯         | リーグ杯         | 天皇杯           | 天皇杯           | 期間通算         | 期間通算         |
| 1999             | 浦和             | 30               | J1                   | 12               | 3                | 2                | 1                | 2                | 0                | 16               | 4                |
| 2000             | 浦和             | 11               | J2                   | 29               | 12               | 2                | 1                | 1                | 0                | 32               | 13               |
| 2001             | 浦和             | 18               | J1                   | 25               | 6                | 6                | 1                | 4                | 1                | 35               | 8                |
| 2002             | 浦和             | 7                | J1                   | 19               | 4                | 4                | 0                | 1                | 1                | 24               | 5                |
| 2003             | 浦和             | 9                | J1                   | 23               | 8                | 8                | 1                | 1                | 0                | 32               | 9                |
| 2004             | 浦和             | 9                | J1                   | 27               | 6                | 8                | 1                | 4                | 2                | 39               | 9                |
| 2005             | 浦和             | 9                | J1                   | 30               | 6                | 7                | 0                | 2                | 0                | 39               | 6                |
| 2006             | 浦和             | 9                | J1                   | 23               | 4                | 6                | 2                | 4                | 3                | 34               | 9                |
| 2007             | 浦和             | 9                | J1                   | 31               | 6                | 2                | 1                | 1                | 0                | 34               | 7                |
| 2008             | 浦和             | 9                | J1                   | 26               | 5                | 4                | 0                | 1                | 0                | 31               | 5                |
| 2009             | 清水             | 9                | J1                   | 8                | 0                | 3                | 0                | 3                | 2                | 14               | 2                |
| 2010             | 清水             | 9                | J1                   | 14               | 1                | 8                | 2                | 4                | 0                | 26               | 3                |
| 2011             | 清水             | 9                | J1                   | 17               | 0                | 2                | 0                | 1                | 1                | 20               | 1                |
| 2012             | 横浜FC           | 18               | J2                   | 7                | 2                | -                | -                | 0                | 0                | 7                | 2                |
| 2013             | 横浜FC           | 18               | J2                   | 14               | 1                | -                | -                | 0                | 0                | 14               | 1                |
| 2014             | 和歌山           | 4                | 関西1部              | 11               | 3                | -                | -                | 1                | 1                | 12               | 4                |
| 2015             | 群馬             | 36               | J2                   | 31               | 0                | -                | -                | 1                | 0                | 32               | 0                |
| 2016             | 群馬             | 11               | J2                   | 10               | 0                | -                | -                | 1                | 0                | 11               | 0                |
| 2017             | 群馬             | 11               | J2                   | 2                | 0                | -                | -                | 0                | 0                | 2                | 0                |
| 2018             | FIFTY CLUB       | 11               | 神奈川県1部          |                  |                  | -                | -                | -                | -                |                  |                  |
| 2019             | FIFTY CLUB       | 11               | 神奈川県1部          |                  |                  | -                | -                |                  |                  |                  |                  |
| 2020             | はやぶさ         | 8                | 神奈川県2部Dブロック |                  |                  | -                | -                | -                | -                |                  |                  |
| 2021             | はやぶさ         | 8                | 神奈川県2部Aブロック |                  |                  | -                | -                | -                | -                |                  |                  |
| 2022             | はやぶさ         | 8                | 神奈川1部            |                  |                  | -                | -                | -                | -                |                  |                  |
| 2023             | KONOSU           | 9                | 埼玉県3部北部        |                  |                  | -                | -                | -                | -                |                  |                  |
| 2024             | KONOSU           | 9                | 埼玉県2部A           |                  |                  | -                | -                | -                | -                |                  |                  |
| 2025             | 大森             | 79               | 東京都2部            |                  |                  | -                | -                | -                | -                |                  |                  |
| 通算             | 日本             | 日本             | J1                   | 289              | 52               | 66               | 9                | 30               | 10               | 385              | 71               |
| 通算             | 日本             | 日本             | J2                   | 93               | 15               | 2                | 1                | 3                | 0                | 96               | 16               |
| 通算             | 日本             | 日本             | 関西1部              | 11               | 3                | -                | -                | 1                | 1                | 12               | 4                |
| 通算             | 日本             | 日本             | 東京都2部            |                  |                  | -                | -                |                  |                  |                  |                  |
| 通算             | 日本             | 日本             | 神奈川県1部          |                  |                  | -                | -                |                  |                  |                  |                  |
| 通算             | 日本             | 日本             | 神奈川県2部          |                  |                  | -                | -                |                  |                  |                  |                  |
| 通算             | 日本             | 日本             | 埼玉県2部A           |                  |                  | -                | -                |                  |                  |                  |                  |
| 通算             | 日本             | 日本             | 埼玉県3部北部        |                  |                  | -                | -                |                  |                  |                  |                  |
| 通算             | ドイツ           | ドイツ           | レギオナル           | 21               | 4                | -                | -                | -                | -                | 21               | 4                |
| 総通算           | 総通算           | 総通算           | 総通算               | 414              | 74               | 68               | 10               | 34               | 11               | 516              | 95               |

その他の公式戦
- 2004年
  - Jリーグチャンピオンシップ 2試合0得点
- 2006年
  - スーパーカップ 1試合0得点
- 2012年
  - J1昇格プレーオフ 1試合0得点
- 2014年
  - 和歌山県サッカー選手権決勝（天皇杯県予選） 1試合0得点
  - 全国社会人サッカー選手権大会和歌山県代表決定戦 1試合1得点
  - 第50回全国社会人サッカー選手権大会 2試合0得点

| 国際大会個人成績 | 国際大会個人成績 | 国際大会個人成績 | 国際大会個人成績 | 国際大会個人成績 | FIFA      | FIFA      |
| 年度             | クラブ           | 背番号           | 出場             | 得点             | 出場      | 得点      |
| AFC              | AFC              | AFC              | ACL              | ACL              | クラブW杯 | クラブW杯 |
| ---------------- | ---------------- | ---------------- | ---------------- | ---------------- | --------- | --------- |
| 2007             | 浦和             | 9                | 11               | 3                | 3         | 1         |
| 2008             | 浦和             | 9                | 3                | 0                | -         | -         |
| 通算             | AFC              | AFC              | 14               | 3                | 3         | 1         |

その他の国際公式戦
- 2007年
  - A3チャンピオンズカップ 2試合0得点

## チームタイトル
浦和レッズ
- 2003年 Jリーグカップ
- 2004年 J1リーグ 2ndステージ
- 2005年 第85回天皇杯
- 2006年 FUJI XEROX SUPER CUP
- 2006年 J1リーグ
- 2006年 第86回天皇杯
- 2007年 AFCチャンピオンズリーグ

はやぶさイレブン
- 2020年 神奈川県社会人サッカーリーグ2部
- 2021年 神奈川県社会人サッカーリーグ2部
- 2022年 神奈川県社会人サッカーリーグ1部

KONOSU CITY FC
- 2023年 埼玉県社会人サッカーリーグ3部（北部）

## 個人タイトル
- 2007年 AFCチャンピオンズリーグ 大会最優秀選手賞 (MVP)[2]
- 日本サッカー協会100周年功労賞

## 代表歴

### 出場大会など
- 1997 FIFAワールドユース選手権
- 1999 FIFAワールドユース選手権
- FIFAコンフェデレーションズカップ2003

### 試合数
- 国際Aマッチ 4試合 1得点 (2001年 - 2003年)

| 日本代表 | 国際Aマッチ | 国際Aマッチ |
| 年       | 出場        | 得点        |
| -------- | ----------- | ----------- |
| 2001     | 0           | 0           |
| 2002     | 0           | 0           |
| 2003     | 4           | 1           |
| 通算     | 4           | 1           |

### 出場
| No. | 開催日         | 開催都市         | スタジアム                 | 対戦相手     | 結果 | 監督   | 大会                       |
| --- | -------------- | ---------------- | -------------------------- | ------------ | ---- | ------ | -------------------------- |
| 1.  | 2003年04月16日 | ソウル           |                            | 韓国         | ○1-0 | ジーコ | 国際親善試合               |
| 2.  | 2003年05月31日 | 東京都           | 国立霞ヶ丘競技場陸上競技場 | 韓国         | ●0-1 | ジーコ | 国際親善試合               |
| 3.  | 2003年06月08日 | 大阪府           | 長居陸上競技場             | アルゼンチン | ●1-4 | ジーコ | キリンカップ               |
| 4.  | 2003年06月22日 | サンテティエンヌ |                            | コロンビア   | ●0-1 | ジーコ | コンフェデレーションカップ |

### ゴール
| No. | 開催年月日    | 開催地 | スタジアム                 | 対戦国 | 結果 | 試合概要     |
| --- | ------------- | ------ | -------------------------- | ------ | ---- | ------------ |
| 1.  | 2003年4月16日 | ソウル | ソウルワールドカップ競技場 | 韓国   | ○1-0 | 国際親善試合 |

## 指導歴
- 2022年 はやぶさイレブン 監督
- 2023年 - 2024年 KONOSU CITY FC 監督

## 監督成績
| 年度 | クラブ           | 所属          | リーグ戦 | リーグ戦 | リーグ戦 | リーグ戦 | リーグ戦 | リーグ戦 | カップ戦 | カップ戦 |
| 年度 | クラブ           | 所属          | 順位     | 勝点     | 試合     | 勝       | 分       | 敗       | リーグ杯 | 天皇杯   |
| ---- | ---------------- | ------------- | -------- | -------- | -------- | -------- | -------- | -------- | -------- | -------- |
| 2022 | はやぶさイレブン | 神奈川県1部   | 2位      | 31       | 13       | 9        | 0        | 4        | -        | -        |
| 2023 | KONOSU CITY FC   | 埼玉県3部北部 | 優勝     | 30       | 11       | 10       | 0        | 1        | -        | -        |
| 2024 | KONOSU CITY FC   | 埼玉県2部A    | 優勝     | 37       | 16       | 11       | 4        | 1        | -        | -        |
| 2025 | 大森FC           | 東京都2部     |          |          |          |          |          |          |          |          |

## 関連書籍
- 『浦和レッズのしゃべり場5 永井雄一郎〜満足しないフォワード〜』(2003年 ランドガレージ)
- 写真集『REAL9』(2006年 ソニーマガジンズ)
- 『三浦泰年の素晴らしきかなサッカーヤロー』インタビュー掲載(2009年 日本スポーツ企画出版社)
- 『黄金世代 99年ワールドユース準優勝と日本サッカーの10年』インタビュー掲載(2009年 スキージャーナル)